# Adinandra auriformis
Adinandra auriformis är en tvåhjärtbladig växtart som beskrevs av L. K. Ling och S. X. Liang. Adinandra auriformis ingår i släktet Adinandra och familjen Pentaphylacaceae. Inga underarter finns listade i Catalogue of Life.